# Aphelandra fasciculata
Aphelandra fasciculata är en akantusväxtart som beskrevs av Wasshausen. Aphelandra fasciculata ingår i släktet Aphelandra och familjen akantusväxter. Inga underarter finns listade i Catalogue of Life.